# Păuleni, Argeș
Păuleni este un sat în comuna Șuici din județul Argeș, Muntenia, România.